# Четатя-Албе (жудець)
Жуде́ць Чета́тя-А́лбе — адміністративно-територіальна одиниця Румунського королівства на півдні Бессарабії 1925—1938 років зі столицею у Білгороді-Дністровському.
Існував також у 1941—1944 роках у дещо зменшеному вигляді (у зв'язку з переданням його частини до складу жудеця Кілія).

## Історія

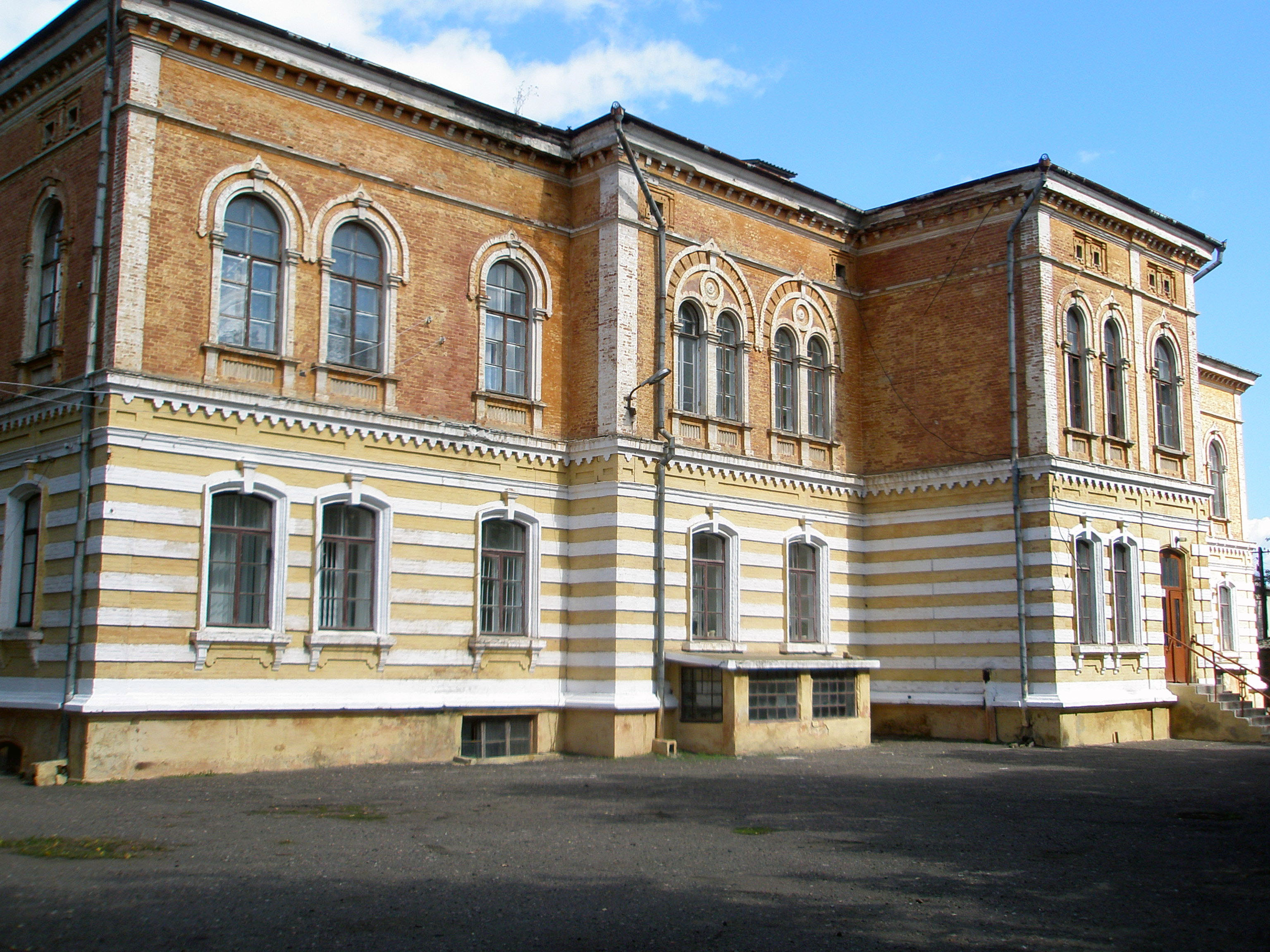
Будівля префектури жудеця Четатя-Албе у міжвоєнний період. Історичний будинок нині є пам'яткою архітектури.

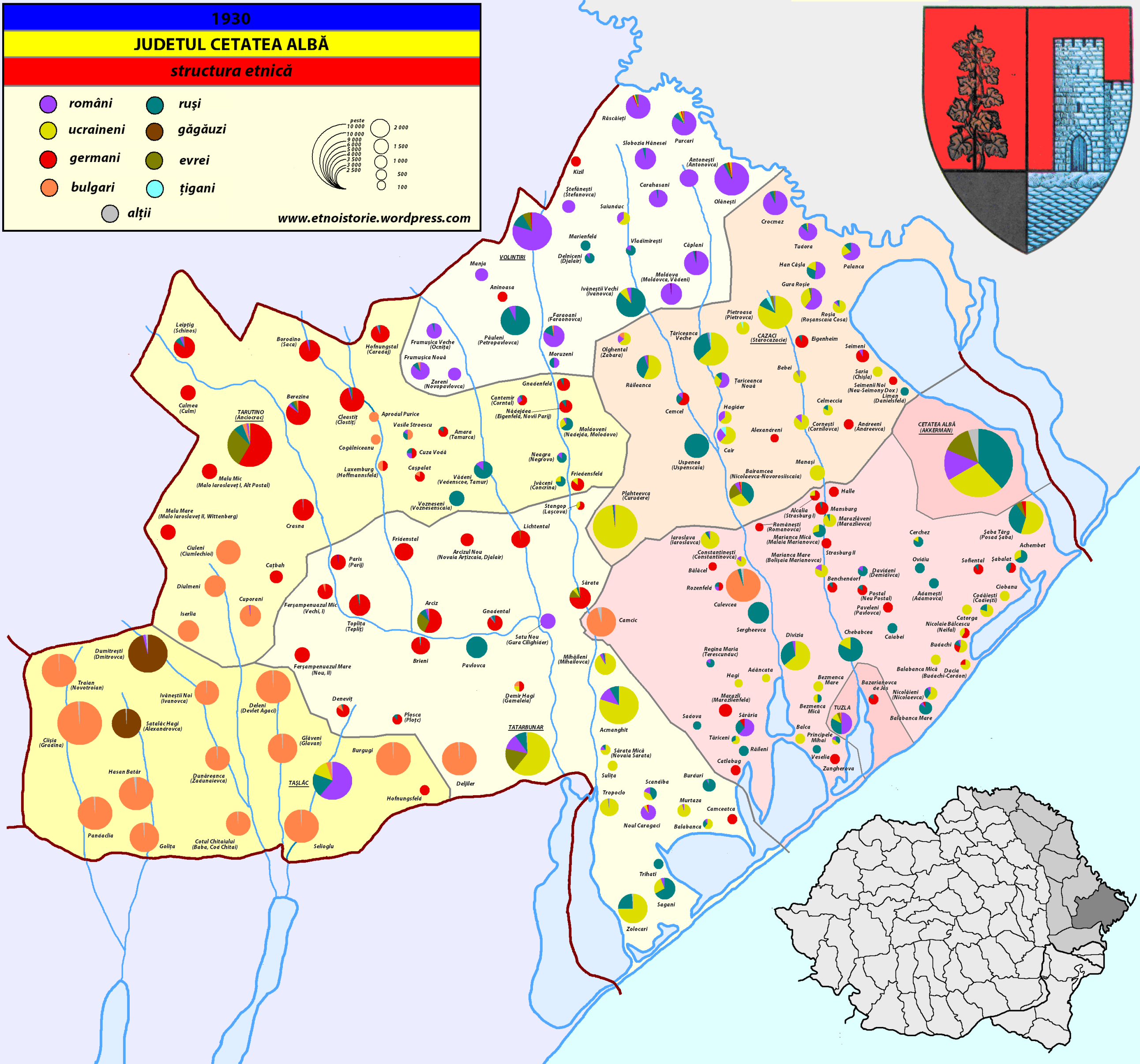
Етнічна структура жудеця Четатя-Албе (1930)

1918 року в рамках створення Великої Румунії румунські війська захопили Буджак. На частині цієї території, приблизно у межах колишнього Аккерманського повіту Російської імперії, було створено жудець Четатя-Албе (за румунським відповідником турецької назви адміністративного центру Аккерман). 
Межував із жудецем Кагул на заході, Тягиня — на півночі, Ізмаїл — на півдні, з Радянським Союзом — на сході та Чорним морем — на південному сході.
Після адміністративно-конституційної реформи 1938 року жудець об’єднали з жудецями Лепушна, Орхей і Тягиня, утворивши таким чином Цинут Ністру.
Нині територія жудеця входить до складу Одеської області України.

## Адміністративно-територіальний поділ
Спочатку жудець мав у своєму складі шість районів (рум. plăși): 
- Волінтір
- Казач
- Тарутино
- Татарбунар
- Ташлик
- Тузла

З 1938 року він включав уже вісім плас (претур):
- Арциз
- Волінтір
- Івенештій-Ной
- Казач
- Лиман (із центром у Білгороді-Дністровському)
- Серата (із центром у Байрамчі)
- Тарутіно
- Тузла

## Населення
За даними перепису 1930 року, населення повіту становило 341 176 осіб, із них 20,9 % болгар, 20,5 % українців, 18,5 % румунів, 17,3 % росіян, 16,3 % бессарабських німців, 3,3 % євреїв, 2,3 % гагаузів, 0,1 % вірмен. За релігійною належністю населення складалося з 79% православних, другими за кількістю були лютерани, третіми — юдеї. 
| № | Муніципії, міста, райони                      | Населення |
| - | --------------------------------------------- | --------- |
| 1 | муніципій Четатя-Албе (включно з передмістям) | 34 485    |
| a | передмістя Пепушой (рум. Păpușoi)             | 4 167     |
| b | передмістя Шаба (рум. Șaba)                   | 787       |
| c | передмістя Турлаки (рум. Turlachi)            | 8 624     |
| 2 | місто Тузла (включно з передмістям)           | 3 146     |
| a | передмістя Базар'янка (рум. Bazareanca)       | 477       |
|   | Всього у містах                               | 37 631    |
| 1 | Район Казач (рум. Plasa Cazaci)               | 49 144    |
| 2 | Район Тарутине (рум. Plasa Tarutino)          | 46 162    |
| 3 | Район Ташлик (рум. Plasa Tașlâc)              | 61 042    |
| 4 | Район Татарбунар (рум. Plasa Tatar-Bunar)     | 58 502    |
| 5 | Район Тузла (рум. Plasa Tuzla)                | 44 605    |
| 6 | Район Волінтір (рум. Plasa Volintiri)         | 44 090    |
|   | Всього в районах                              | 303 545   |
|   | Всього в жудеці                               | 341 176   |